# Liste der Monuments historiques in Aniche
Die Liste der Monuments historiques in Aniche führt die Monuments historiques in der französischen Gemeinde Aniche auf.

## Liste der Objekte
| Bezeichnung                  | Beschreibung                             | Standort                           | Kennzeichnung | Schutzstatus | Datum | Bild |
| ---------------------------- | ---------------------------------------- | ---------------------------------- | ------------- | ------------ | ----- | ---- |
| Skulptur des heiligen Rochus | Holz, polychrom gefasst, 19. Jahrhundert | in der Chapelle du calvaire (Lage) | PM59006309    | Inscrit      | 1987  |      |
| Skulptur Christus am Kreuz   | Holz, polychrom gefasst, 18. Jahrhundert | in der Chapelle du calvaire (Lage) | PM59006308    | Inscrit      | 1987  |      |